# Андерссон, Ева
Е́ва А́ндерссон (швед. Eva Andersson; род. 3 июня 1970) — шведская кёрлингистка.
В составе женской сборной Швеции участник чемпионата мира 1987 (заняли шестое место) и чемпионата Европы 1986 (заняли седьмое место). Чемпионка Швеции среди женщин (1986).

## Достижения
- Чемпионат Швеции по кёрлингу среди женщин: золото (1986).

## Команды
| Сезон   | Четвёртый         | Третий         | Второй        | Первый     | Запасной            | Турниры                             |
| ------- | ----------------- | -------------- | ------------- | ---------- | ------------------- | ----------------------------------- |
| 1985—86 | Элизабет Хёгстрём | Биргитта Севик | Ева Андерссон | Битте Берг |                     | ЧШЖ 1986                            |
| 1986—87 | Элизабет Хёгстрём | Биргитта Севик | Ева Андерссон | Битте Берг | Инга Арвидссон (ЧМ) | ЧЕ 1986 (7 место) ЧМ 1987 (6 место) |

(скипы выделены полужирным шрифтом)